# Touch Travel
Touch Travel es un álbum recopilatorio publicado en formato de casete en 1984 por Touch Music, con melodías y canciones interpretadas por varios artistas.
En los contenidos del álbum destacan dos temas instrumentales de Enya bajo créditos de su nombre real, Eithne Ní Bhraonáin, estos son «An Ghaoth Ón Ghrian (The Solar Wind)»; una lenta y melancólica tonada de piano y sintetizador, y «Miss Clare Remembers»; otra melodía en piano que recompuso cuatro años después para su álbum Watermark de 1988. Estos dos temas fueron producidos por Nicky Ryan y grabados en 1983 en los estudios Windmill Line de Dublín, Irlanda. Es el primer trabajo de Enya como artista independiente.

## Lista de temas
| Lado A |                                      |        |          |  |
| N.º    | Título                               | Música | Duración |  |
| 1.     | «An Ghaoth Ón Ghrian»                | Enya   |          |  |
| 2.     | «Scene Two»                          |        |          |  |
| 3.     | «My Other Body»                      |        |          |  |
| 4.     | «Clockface»                          |        |          |  |
| 5.     | «Journey»                            |        |          |  |
| 6.     | «Swastika Bells»                     |        |          |  |
| 7.     | «Trans-Astrakhan (Seeing The World)» |        |          |  |
| 8.     | «Bodytalk»                           |        |          |  |
| 9.     | «Pig Slaughter»                      |        |          |  |
| 10.    | «Bam/Tsifteteli»                     |        |          |  |
| 11.    | «Quimantú»                           |        |          |  |
| 12.    | «Yanomamö Shamanism»                 |        |          |  |
| 13.    | «Köln Peals»                         |        |          |  |
| 14.    | «Mule Bells»                         |        |          |  |
| 15.    | «Miss Clare Remembers»               | Enya   |          |  |

| Lado B |                                             |          |  |
| N.º    | Título                                      | Duración |  |
| 1.     | «Notes For The Underground»                 |          |  |
| 2.     | «But Does Winston Own A Straw Hat (part 2)» |          |  |
| 3.     | «Scratch»                                   |          |  |
| 4.     | «Snowdrops»                                 |          |  |
| 5.     | «Despedida de Salta»                        |          |  |
| 6.     | «Trance Formations»                         |          |  |
| 7.     | «Creature Loves Sun»                        |          |  |
| 8.     | «Corrugated Rain»                           |          |  |
| 9.     | «Cremation Gamelan»                         |          |  |
| 10.    | «Tribal»                                    |          |  |
| 11.    | «Mind The Gap»                              |          |  |